# Niederlothringen

Niederlothringen im Heiligen Römischen Reich um 1000

Niederlothringen (lateinisch Lotharingia inferior, französisch Basse-Lotharingie) war ein von 959 bis 1190 bestehendes Herzogtum im Nordwesten des Ostfränkischen bzw. des Heiligen Römischen Reiches.

## Geschichte

### Entstehung

Herzogtum Lothringen nach dem Jahr 959 mit Ober- und Niederlothringen

Niederlothringen war kein traditionelles Stammesherzogtum, sondern verdankte seine Entstehung verschiedenen Erbteilungen und Verträgen unter den Nachfolgern Karls des Großen. Zunächst entstand durch den Vertrag von Verdun im Jahr 843 das Mittelreich Kaiser Lothars I. Dieser wiederum sprach den Nordteil seines Reiches im Vertrag von Prüm 855 seinem Sohn Lothar II. zu, nach dem das Territorium Lotharingien genannt wurde. Nach dessen Tod wiederum wurde sein Herrschaftsgebiet im Vertrag von Meersen 870 zunächst zwischen dem Ost- und dem Westfrankenreich geteilt, bis es 880 im Vertrag von Ribemont zur Gänze an das ostfränkische Reich fiel, aus dem das  römisch-deutsche Reich hervorgehen sollte.
Das so entstandene Herzogtum Lothringen wiederum wurde 959 in das nördliche Niederlothringen und das südliche Oberlothringen geteilt. Die Grenze zwischen beiden Herzogtümern verlief ungefähr auf einer Ost-West-Linie vom Mittelrhein nördlich von Koblenz durch Eifel und Ardennen bis an die Grenze zu Frankreich. Im Norden grenzte Niederlothringen an die Nordsee.

### Früheste fassbare Herzöge
- Gebhard von Frankonia († 910), Graf im Rheingau, um 903.
- 911–923, Lothringen unter Karl dem Einfältigen (keine Herzöge bezeugt):
  - Reginar I. († 915), Graf in Hennegau und Haspengau, zwischen 911 und 915 Markgraf (Reginare).
  - Zwischen 915 und 923: Pfalzgraf Wigerich von Lothringen (Wigeriche).
- Giselbert II. von der Maasgau († 939) zwischen 928/929 und 938/939;
- Otto von Verdun († 944) zwischen 942 und 944;
- Konrad der Rote († 955) zwischen 945 und 953;
- Erzbischof Bruno von Köln († 965) zwischen 953 und 965.

In den Jahren 965–977 ist kein Herzog überliefert, was den Rückschluss zulässt, dass die Ottonen die Eingliederung des Herzogtums in ihren Machtkomplex abgeschlossen hatten. In den Jahren 977–1005 besaßen zwei westfränkische Karolinger das Herzogsamt und im Anschluss daran folgte eine erneute Vakanz des Herzogsthrones (1005–1012).

### Allmähliche Auflösung
Seit dem frühen 11. Jahrhundert lösten sich Teilfürstentümer aus dem Herzogtum und eine Reihe bewaffneter Konflikte zeichneten sich im westlichen Teil des Imperiums ab. Der deutsche König reagierte daraufhin mit der Schaffung dreier Markgrafschaften (Antwerpen, Ename und Valenciennes), die die Grenze zu Frankreich schützen sollten und das wichtige Land zwischen Rhein und Schelde kontrollieren mussten. Zudem wurden die vier Bistümer des Herzogtums, Köln, Utrecht, Lüttich und Cambrai im Rahmen des ottonisch-salischen Reichskirchensystems zu geistlichen Fürstentümern erhoben. Die Bischöfe als weltliche Landesherren einzusetzen, hatte für den Kaiser den Vorteil, ihr Nachfolger regelmäßig selbst bestimmen zu können. 
Im Jahre 1012 setzte Kaiser Heinrich II. auch wieder einen Herzog ein. Er und seine Nachfolger vermieden es zwar, Niederlothringen zu einem erblichen Herzogtum zu machen, im 11. Jahrhundert gelang es aber den  Grafen von Verdun aus der Dynastie Ardenne mehrfach die Herzogswürde zu erlangen. 
Im 12. Jahrhundert verfiel das Herzogtum dann endgültig. Nach dem Tod  Gottfrieds von Bouillon († 1100) verlor das Herzogsamt  in Niederlothringen an Bedeutung und litt auch unter dem  Streit zwischen König Heinrich IV. und seinem Sohn Heinrich V. So erhob Heinrich IV. den Grafen von Limburg, Heinrich V. dagegen  Gottfried von Löwen, Landgraf von Brabant zum Herzog. Sie verfolgten innerhalb des Territoriums ihre eigenen Interessen auf Kosten der Reichspolitik.
Nach dem Tod Gottfrieds III. von Löwen († 1190) schritt Kaiser Heinrich VI. zu einer radikalen Neuordnung. Auf dem Hoftag zu Schwäbisch Hall fertigte er am 24. September 1190 die „Sterbeurkunde“ des Herzogtums aus, indem er Heinrich I. von Brabant, Sohn des verstorbenen Gottfried und seit 1183/1184 faktisch Herzog von Brabant, bestätigte, dass er keine Befugnisse mehr im übrigen Niederlothringen habe. Die niederlothringische Herzogswürde wurde zum reinen Titel ohne territoriale Machtansprüche, den die Herzöge von Brabant bis zu ihrem Aufgehen im Burgunderstaat als „Duc de Lothier“ führten.

## Herrscherliste
Da die Herzöge von Lothringen oftmals andere Herrschaften innehatten, kann die Zählweise variieren
- Gottfried I. von Hennegau, 959–964
- Karl von Frankreich, 977–991 (Karolinger)
- Otto 991–1012 (Karolinger)
- Gottfried II., 1012–1023
- Gotzelo I., 1023–1044
- 1044–1046: vakant oder Gotzelo II. ?
- Friedrich II. von Luxemburg, 1046–1065
- Gottfried III., der Bärtige, 1065–1069
- Gottfried IV., der Bucklige 1069–1076
- Konrad von Franken, 1076–1088
- Gottfried V., von Bouillon, 1088–1100
- Heinrich I. von Limburg, 1100–1106
- Gottfried VI., (Graf Gottfried I. von Löwen) Herzog zwischen 1106 und 1128, † 1139
- Walram von Limburg, 1128–1139
- Gottfried VII., (Graf Gottfried II. von Löwen), 1139/1140–1142
- Gottfried VIII., (Graf Gottfried III. von Löwen), 1142–1190

## Herzöge von Brabant und Niederlothringen
- Heinrich I., 1190–1235 (ab 1183/1184 schon Herzog von Brabant)
- Heinrich II., 1235–1248 (heiratete 1240 Sophie von Thüringen)
- Heinrich III., 1248–1260
- Johann I., 1260–1294
- Johann II., 1294–1312
- Johann III., 1312–1355
- Johanna 1355–1404 (heiratete Wenzel von Luxemburg 1355–1383)
- Margarete von Flandern 1404–1405 (heiratete Philipp den Kühnen aus dem Haus Burgund 1404)
- Anton von Burgund 1405–1415
- Johann IV., 1415–1427
- Philipp von Saint-Pol, 1427–1430
- Philipp der Gute von Burgund, 1430–1467
- Karl der Kühne von Burgund, 1467–1477
- Maria von Burgund, 1477–1483 (heiratete; Maximilian I., Kaiser. Das Herzogtum fällt zusammen mit allen Ländern der Herzöge von Burgund an das Haus Habsburg)